# Symphodus melops
Symphodus melops е вид бодлоперка от семейство Зеленушкови. Видът не е застрашен от изчезване.

## Разпространение и местообитание
Разпространен е в Албания, Алжир, Белгия, Великобритания, Германия, Гибралтар, Гърнси, Гърция, Дания, Джърси, Естония, Израел, Ирландия, Испания, Италия, Кипър, Латвия, Ливан, Литва, Малта, Мароко, Монако, Нидерландия, Норвегия, Полша, Португалия, Русия, Сирия, Словения, Тунис, Турция, Финландия, Франция, Хърватия, Черна гора и Швеция.
Обитава крайбрежията и скалистите дъна на океани, морета, лагуни, рифове и реки. Среща се на дълбочина от 0,6 до 119 m, при температура на водата от 11,4 до 12,2 °C и соленост 34,8 – 35,4 ‰.

## Описание
На дължина достигат до 28 cm.
Продължителността им на живот е около 9 години. Популацията на вида е стабилна.